# La Voix de Varsovie
La Voix de Varsovie – polski emigracyjny dwutygodnik ukazujący się od listopada 1939 do kwietnia 1940 w Paryżu. Redaktorem naczelnym był Oskar Halecki. Pismo było poświęcone propagandzie na rzecz Polski w początkowym okresie II wojny światowej. Ukazało się 14 numerów.